# Rostislav Sionko
Rostislav Sionko (* 3. September 1953 in Ostrava) ist ein ehemaliger tschechischer Fußballspieler und Fußballtrainer.

## Leben
Rostislav Sionko begann mit dem Fußballspielen bei Baník Ostrava. In der Saison 1968/69 schaffte er den Sprung in die erste Mannschaft. Mit Baník gewann der Stürmer 1975/76 die tschechoslowakische Meisterschaft, 1977/78 den tschechischen Pokal. Anschließend wechselte Sionko zum Stadtrivalen TJ Vítkovice, dem er 1980/81 zum Aufstieg in die 1. Liga verhalf. Nach der Saison 1981/82 wechselte Sionko erneut innerhalb der Stadt zum damaligen Zweitligisten VOKD Poruba, 1983 beendete der Angreifer seine Laufbahn. In der 1. tschechoslowakischen Liga absolvierte Sionko insgesamt 118 Spiele, in denen er 20 Tore schoss.
Sionko gewann als Trainer der A-Junioren von Baník Ostrava 1990/91 die tschechoslowakische Meisterschaft. Danach trainierte er den Drittligisten MSA Dolní Benešov und den Zweitligisten Baník Havířov. Rostislav Sionko ist der Vater der Profifußballer Libor Sionko und Radek Sionko.